# 宮木ヨシオ
宮木 ヨシオ（みやき ヨシオ、1978年 - ）は、日本のスタントマン、アクションコーディネーター、CGアニメーター。
株式会社クアックラック代表。

## 来歴
愛知県名古屋市出身。
15才からアクションの世界に入り、スタントマンとして『パワーレンジャー』シリーズや『ラスト サムライ』などの数々の作品に携わる。
2007年、クアックラック設立メンバーとして参加。以降、アクションコーディネーターとしての活動も本格化させる。
一方で、CGならではのアクション演出の可能性に魅力を感じ2012年より、CGアニメーションを学ぶ。2014年以降は実写作品のアクションコーディネートと平行して3DCG作品のアニメーションやゲームのカットシーン演出なども手掛ける。
2022年、株式会社クアックラックの代表に就任。

## 主な参加作品[1][2]

### 映画
- 「ラストサムライ」(2003) -スタント
- 「彼岸島」(2010) -ワイヤーコーディネート
- 「ラビットホラー3D」(2011)
- 「APPLESEEDα」(2014) -アクションコーディネート
- 「犬鳴村」(2020) -スタントコーディネート
- 「樹海村」(2021) -スタントコーディネート
- 「メタモルフォーゼの縁側」(2022) -アクションコーディネート
- 「山女」(2023) -スタントコーディネート補

### テレビ
- 「パワーレンジャー」シリーズ　(2004年2月14日-同年11月20日)　-スーツアクター
- 「妖怪人間ベム」(2011年10月22日 - 12月24日)　-スーツアクター
- 「BORDER」(2014年4月10日 - 6月5日)　-アクションコーディネート
- 「ウロボロス～この愛こそ、正義。」(2015年1月 - 3月)　-アクションコーディネート
- 「俺のスカート、どこ行った？」(2019年4月20日 - 6月22日)　-アクションコーディネート

### ゲーム　(モーションキャプチャー)
- 「Tales of Bereseria」　(2016)　-アクションコーディネート兼任
- 「Xenoblade2」(2017年12月1日)
- 「Xenoblade2 黄金の国イーラ」(2018年9月14日)　-アクションコーディネート